# Careproctus dubius
Careproctus dubius és una espècie de peix pertanyent a la família dels lipàrids.

## Hàbitat
És un peix marí, de clima temperat i demersal que viu fins als 150 m de fondària.

## Distribució geogràfica
Es troba a l'Atlàntic nord-oriental: Spitsbergen.

## Observacions
És inofensiu per als humans.